# آرتور ام. یانگ
آرتور ام. یانگ (انگلیسی: Arthur M. Young (۳ نوامبر ۱۹۰۵-۳۰ می ۱۹۹۵) مخترع و طراح اهل ایالات متحده آمریکا بود. وی از افراد پیشرو در طراحی و بهینه سازی بالگرد بود و در شرکت بل هلیکوپتر فعالیت می کرد.